# Harumi Kurihara
Harumi Kurihara (栗原 はるみ, Kurihara Harumi) est une chef cuisinière et écrivaine japonaise née le 5 mars 1947.

## Biographie

### Enfance et formation
Elle est née le 5 mars 1947 à Shimoda.

### Carrière
L’édition en anglais de son livre Harumi no Japanese Cooking - intitulé « Harumi’s Japanese Cooking » - a été jugée meilleur livre de cuisine de 2004 - la plus haute distinction décernée lors de la 10e édition des Gourmand World Cookbook Awards.

## Publications
- Harumi Kurihara, Harumi's Japanese cooking, Home, 2006 (ISBN 978-1-55788-486-2, OCLC ocm65189583, lire en ligne)
- Harumi Kurihara, Jason Lowe et Sue Hudson, Everyday Harumi: simple Japanese food for family & friends, Conran Octopus, 2009 (ISBN 978-1-84091-530-3)
- Harumi Kurihara, Harumis japanische Küche, Dorling Kindersley Verlag GmbH, 2015 (ISBN 978-3-8310-0880-3)
- Harumi Kurihara, Adelheid Schmidt-Thomé, Harumi Kurihara et Harumi Kurihara, Einfach japanisch kochen, Dorling Kindersley, 2007 (ISBN 978-3-8310-1101-8)